# 古厩忠夫
古厩 忠夫（ふるまや ただお、1941年5月11日 - 2003年2月28日）は、日本の歴史学者。専門は、中国近代史・日本近代史。長野県東筑摩郡筑摩地村（現塩尻市）出身。

## 略歴
- 1960年　長野県松本深志高等学校卒業
- 1964年　東京大学文学部東洋史学科卒業
- 1967年　東京大学大学院人文科学研究科東洋史学専門課程修士課程修了
- 1972年　東京大学大学院農学系研究科農業経済学専門課程博士課程単位取得退学
- 1972年　新潟大学人文学部講師
- 1974年　新潟大学人文学部助教授
- 1984年　新潟大学人文学部教授
- 1994年　新潟大学人文学部長（胃癌発見のため学部長は辞任）
- 1999年　第7回環日本海新潟賞受賞、南京師範大学客座教授
- 2001年　同済大学アジア太平洋研究センター客座教授
- 2002年　北京大学客座教授
- 2003年　新潟大学人文学部教授のまま、ガンのため死去

## 著書

### 単著
- 『東北アジア史の再発見 歴史像の共有を求めて』有信堂高文社 環日本海叢書 1994年
- 『裏日本　近代日本を問いなおす』（岩波新書、1997年）
- 『日中戦争と上海、そして私　古厩忠夫中国近現代史論集』（研文出版、2004年）
- 『Fゼミ通信　古厩忠夫の思索と行動の記録』（同時代社、2004年）

### 共著
- （大島美津子・佐藤誠朗・溝口敏麿）『県民100年史（15）新潟県の百年』（山川出版社、1990年）

### 編著
- 『上海　重層するネットワーク』（汲古書院、2000年）
- （高橋孝助）『上海史 巨大都市の形成と人々の営み』（東方書店、1995年）

## 論文
- 古厩忠夫